# Verrucadithella dilatimana
Espèce
Synonymes
- Chthonius dilatimanus Redikorzev, 1924

Verrucadithella dilatimana est une espèce de pseudoscorpions de la famille des Tridenchthoniidae.

## Distribution
Cette espèce se rencontre au Kenya, au Rwanda et au Congo-Kinshasa.

## Description
Le mâle décrit par Chamberlin et Chamberlin en 1945 mesure 1,28 mm et la femelle 1,85 mm.

## Publication originale
- Redikorzev, 1924 : Pseudoscorpions nouveaux de l'Afrique Orientale tropicale. Entomologicheskoe obozrenie (Revue Russe d'Entomologie), vol. 18, p. 187-200